# 塞里莱梅济耶尔
塞里莱梅济耶尔（法語：Séry-lès-Mézières，法語發音：[seʁi lɛ mezjɛʁ]，意为“梅济耶尔附近的塞里”）是法国上法蘭西大區埃纳省的一个市镇，属于圣康坦区。

## 地理
塞里莱梅济耶尔（49°46'27"N, 3°25'11"E）面积11.51 平方千米，位于法国上法蘭西大區埃纳省，该省份为法国北部内陆省份，北起北部省，西接索姆省和瓦兹省，东临阿登省和马恩省，西南至塞纳-马恩省，东北部与比利时接壤。
与塞里莱梅济耶尔接壤的市镇（或旧市镇、城区）包括：阿兰库尔、贝特尼库尔、布里西-阿梅日库尔、瓦兹河畔沙蒂永、瓦兹河畔梅济耶尔、勒南萨尔、里布蒙、叙尔方丹。

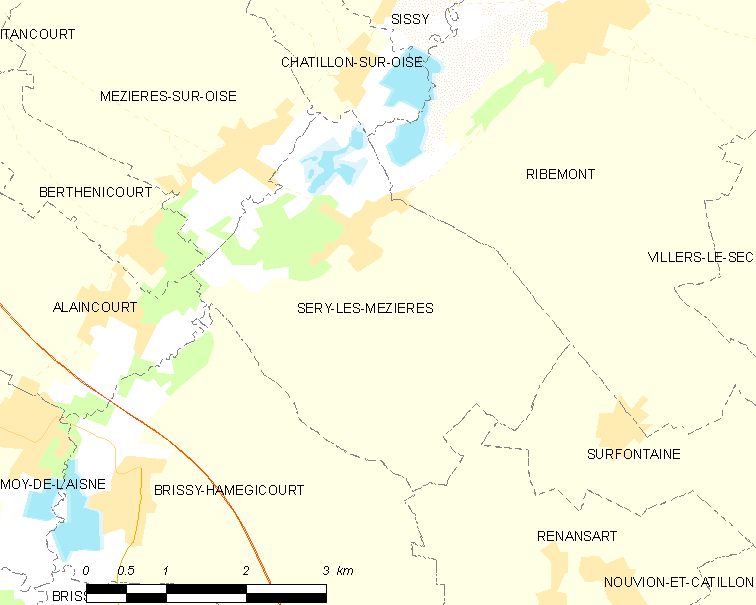
塞里莱梅济耶尔的OSM定位图

塞里莱梅济耶尔的时区为UTC+01:00、UTC+02:00（夏令时）。

## 行政
塞里莱梅济耶尔的邮政编码为02240，INSEE市镇编码为02717。

## 政治
塞里莱梅济耶尔所属的省级选区为里布蒙县。

## 人口

1962-2008年间塞里莱梅济耶尔人口变化图示

塞里莱梅济耶尔于2022年1月1日时的人口数量为602人。